# 荻野站
荻野站（日语：／ Ogino eki */?）是位於福島縣喜多方市高鄉町上鄉字馬場頭125番地，東日本旅客鐵道（JR東日本）的磐越西線車站。

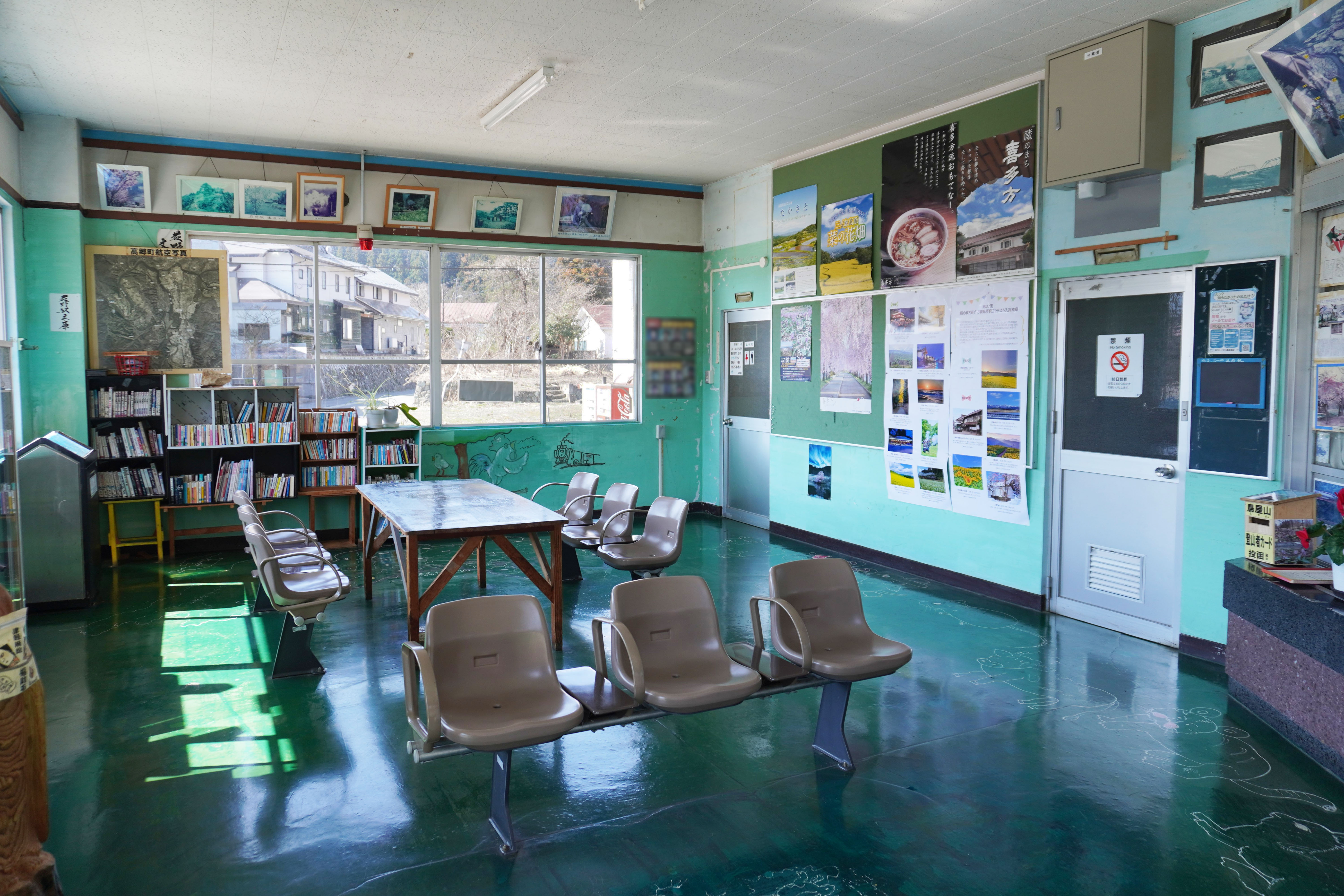
車站內部(2023年4月)

## 歷史
- 1914年（大正3年）11月1日：鐵道院車站啟用[1]。
- 1978年（昭和53年）：重建混凝土製車站大樓。
- 1985年（昭和60年）3月14日：成為簡易委託車站。
- 1987年（昭和62年）4月1日：伴隨國鐵分割民營化，車站由東日本旅客鐵道（JR東日本）營運[3]。

## 車站構造

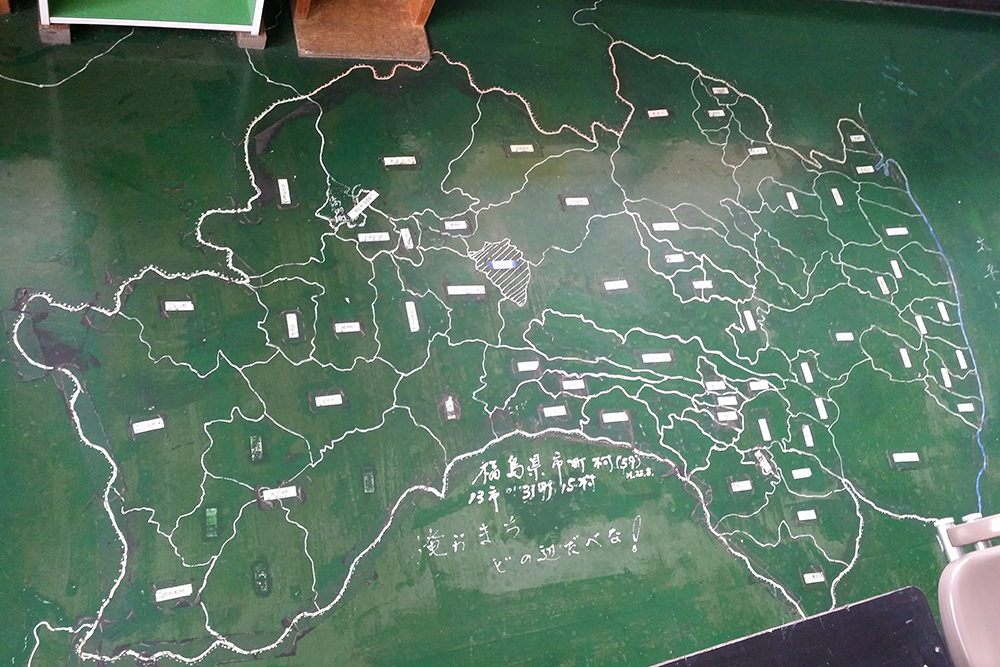
車站大樓內的地板描繪著福島縣

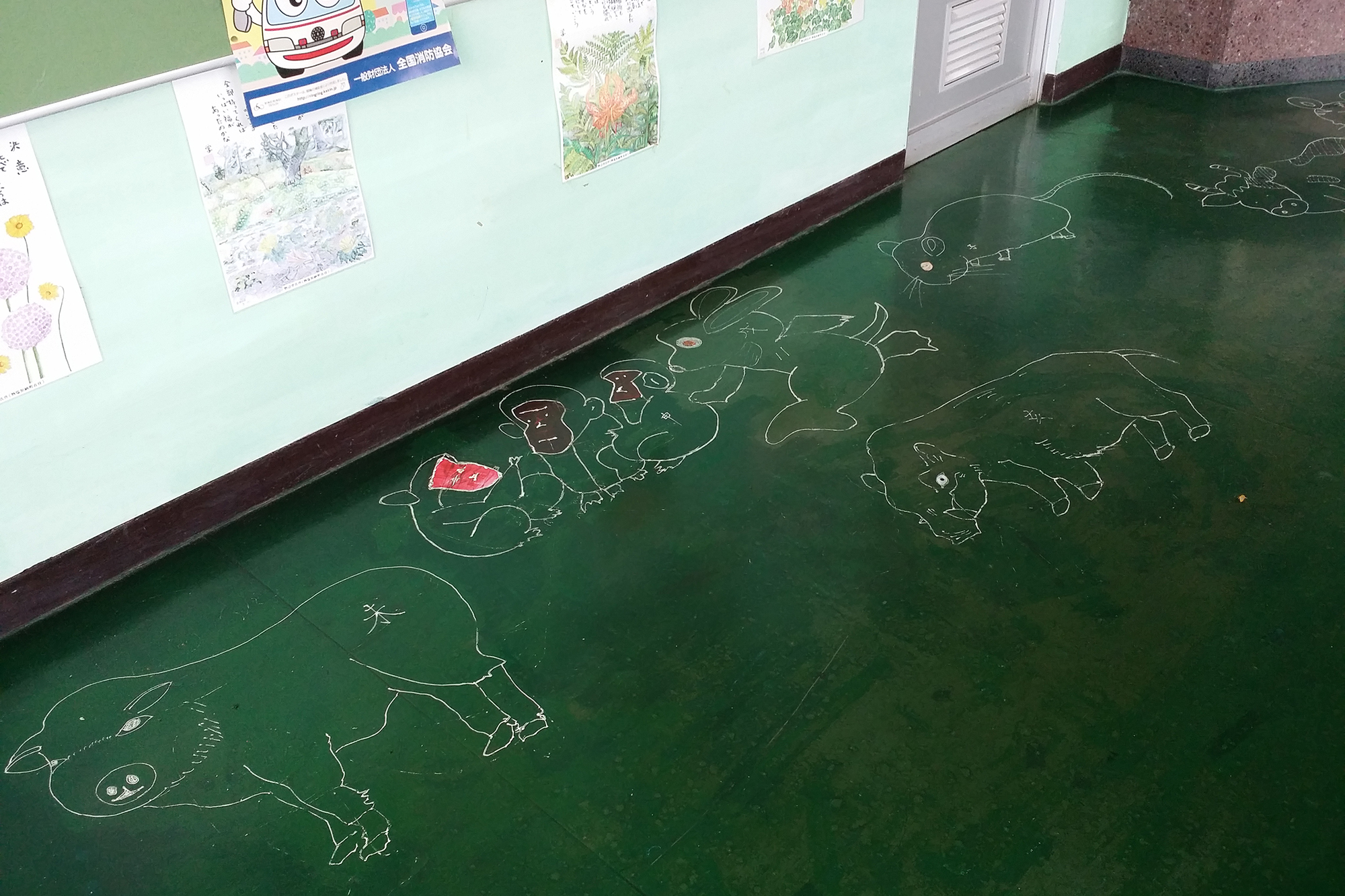
車站大樓內的地板描繪著動物

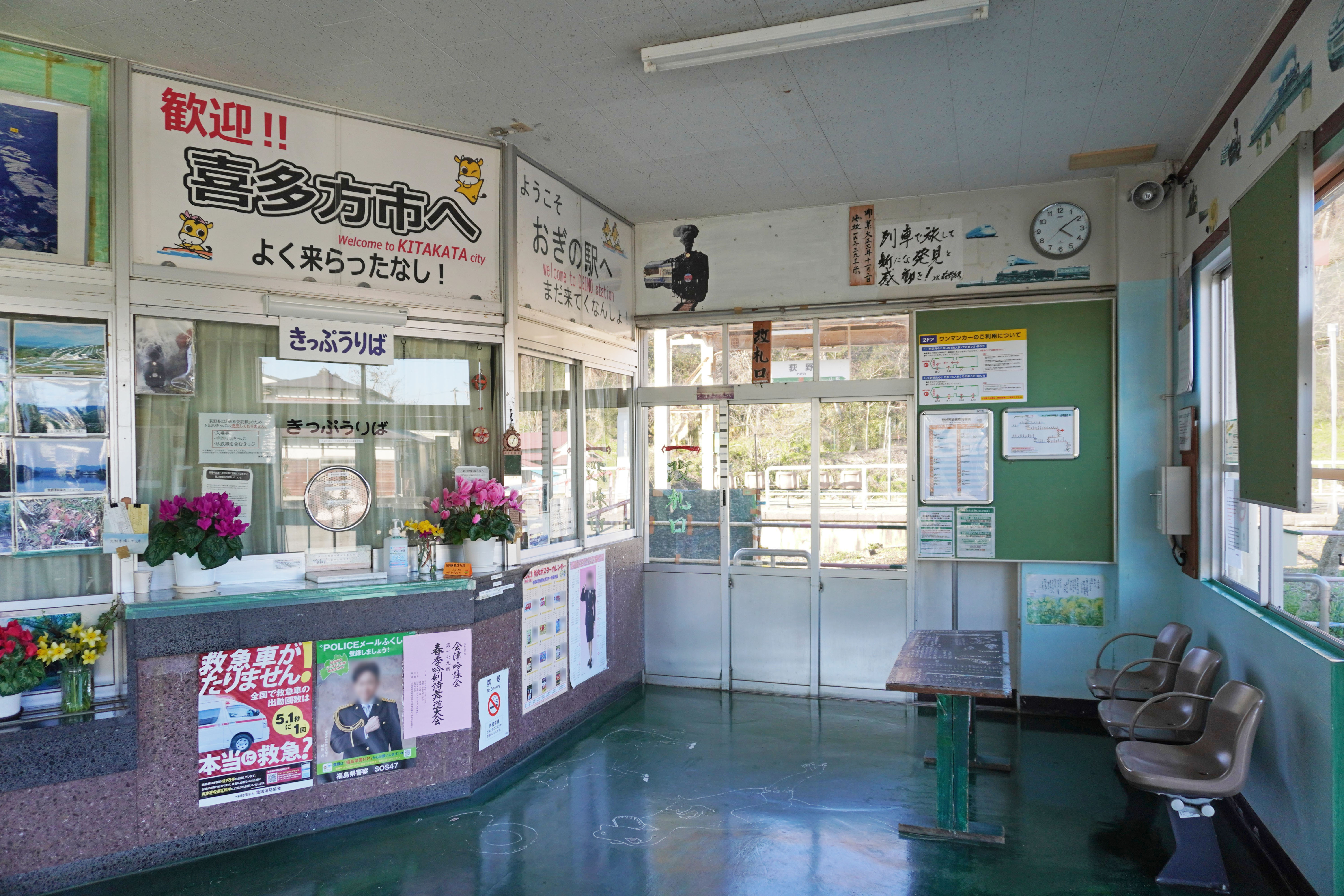
驗票口(2023年4月)

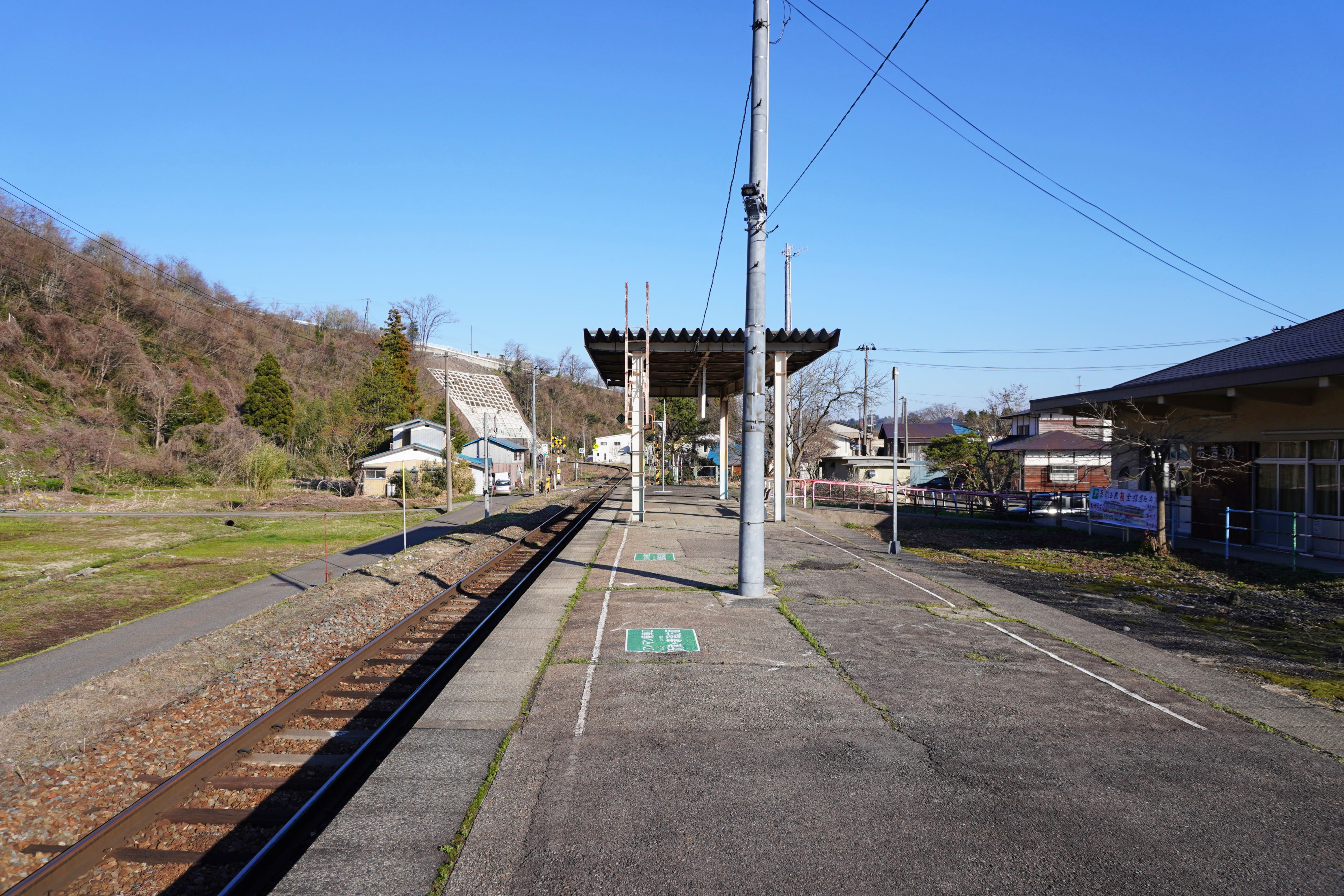
月台(2023年4月)

此站是地面車站，設有1面1線的單式月台。從前此站設有1面2線的島式月台，靠近車站大樓一方的舊下行線路軌已經撤走。
此站是由新津站管理的簡易委託車站，委托了喜多方市負責售票業務。車站大樓內設有售票處、候車室和自動販賣機。此站設有濕廁。

## 使用狀況
根據「JR東日本」的資料，在2019年度（令和元年度）1日平均乘車人次為22人。
以下列出近年乘車人次變化：
| 年度               | 1日平均 乘車人次 | 參考資料        |
| ------------------ | ---------------- | --------------- |
| 2000年（平成12年） | 83               | [ 利用客数 2 ]  |
| 2001年（平成13年） | 93               | [ 利用客数 3 ]  |
| 2002年（平成14年） | 93               | [ 利用客数 4 ]  |
| 2003年（平成15年） | 92               | [ 利用客数 5 ]  |
| 2004年（平成16年） | 87               | [ 利用客数 6 ]  |
| 2005年（平成17年） | 80               | [ 利用客数 7 ]  |
| 2006年（平成18年） | 73               | [ 利用客数 8 ]  |
| 2007年（平成19年） | 64               | [ 利用客数 9 ]  |
| 2008年（平成20年） | 60               | [ 利用客数 10 ] |
| 2009年（平成21年） | 55               | [ 利用客数 11 ] |
| 2010年（平成22年） | 53               | [ 利用客数 12 ] |
| 2011年（平成23年） | 52               | [ 利用客数 13 ] |
| 2012年（平成24年） | 41               | [ 利用客数 14 ] |
| 2013年（平成25年） | 36               | [ 利用客数 15 ] |
| 2014年（平成26年） | 31               | [ 利用客数 16 ] |
| 2015年（平成27年） | 28               | [ 利用客数 17 ] |
| 2016年（平成28年） | 25               | [ 利用客数 18 ] |
| 2017年（平成29年） | 20               | [ 利用客数 19 ] |
| 2018年（平成30年） | 21               | [ 利用客数 20 ] |
| 2019年（令和元年） | 22               | [ 利用客数 1 ]  |

## 車站周邊
- 會津高鄉郵局
- 喜多方市政廳荻野出張所
- 喜多方市政廳高鄉綜合分所（舊・高鄉村（日语：高郷村）公所）
- 福島縣營荻野漕艇場
- 喜多方市立高鄉中學
- 阿賀川（日语：阿賀川）
- 福島縣道16號喜多方西會津線（日语：福島県道16号喜多方西会津線）
- 福島縣道367號新鄉荻野停車場線（日语：福島県道367号新郷荻野停車場線）

## 巴士路線
| 乘車處                                             | 系統       | 主要途經               | 目的地   | 巴士公司       | 備註    |
| -------------------------------------------------- | ---------- | ---------------------- | -------- | -------------- | ------- |
|                                                    |            | 高鄉綜合分所前、下川井 | 山都站前 | 會津乘合自動車 | 平日2班 |
| 高鄉綜合分所前、下川井、西羽賀、氣多宮、坂下南小前 | 綠町       | 平日1班                |          | 會津乘合自動車 |         |
| 高鄉綜合分所前、西羽賀、氣多宮、坂下南小前         | 綠町       | 平日1班                |          | 會津乘合自動車 |         |
| 高鄉綜合分所前、下川井、西羽賀、氣多宮             | 坂下營業所 | 平日1班                |          | 會津乘合自動車 |         |

## 相鄰車站
東日本旅客鐵道（JR東日本）
■磐越西線
□快速「阿賀野」
山都－荻野－野澤
■普通
山都－荻野－尾登

## 注腳

### 使用狀況
1. 1 2  . 東日本旅客鐵道.   [2020-07-13]. （原始内容存档于2020-10-31） （日语）.
2. ↑  . 東日本旅客鐵道.   [2019-02-24]. （原始内容存档于2018-02-13） （日语）.
3. ↑  . 東日本旅客鐵道.   [2019-02-24]. （原始内容存档于2019-04-02） （日语）.
4. ↑  . 東日本旅客鐵道.   [2019-02-24]. （原始内容存档于2019-04-02） （日语）.
5. ↑  . 東日本旅客鐵道.   [2019-02-24]. （原始内容存档于2019-04-02） （日语）.
6. ↑  . 東日本旅客鐵道.   [2019-02-24]. （原始内容存档于2019-04-02） （日语）.
7. ↑  . 東日本旅客鐵道.   [2019-02-24]. （原始内容存档于2017-08-08） （日语）.
8. ↑  . 東日本旅客鐵道.   [2019-02-24]. （原始内容存档于2019-03-27） （日语）.
9. ↑  . 東日本旅客鐵道.   [2019-02-24]. （原始内容存档于2017-08-08） （日语）.
10. ↑  . 東日本旅客鐵道.   [2019-02-24]. （原始内容存档于2019-04-02） （日语）.
11. ↑  . 東日本旅客鐵道.   [2019-02-24]. （原始内容存档于2019-04-02） （日语）.
12. ↑  . 東日本旅客鐵道.   [2019-02-24]. （原始内容存档于2016-03-27） （日语）.
13. ↑  . 東日本旅客鐵道.   [2019-02-24]. （原始内容存档于2019-03-26） （日语）.
14. ↑  . 東日本旅客鐵道.   [2019-02-24]. （原始内容存档于2019-04-02） （日语）.
15. ↑  . 東日本旅客鐵道.   [2019-02-24]. （原始内容存档于2016-03-04） （日语）.
16. ↑  . 東日本旅客鐵道.   [2019-02-24]. （原始内容存档于2019-03-26） （日语）.
17. ↑  . 東日本旅客鐵道.   [2019-02-24]. （原始内容存档于2017-08-12） （日语）.
18. ↑  . 東日本旅客鐵道.   [2019-02-24]. （原始内容存档于2017-10-01） （日语）.
19. ↑  . 東日本旅客鐵道.   [2019-02-24]. （原始内容存档于2019-03-25） （日语）.
20. ↑  . 東日本旅客鐵道.   [2019-07-21]. （原始内容存档于2020-05-14） （日语）.

## 外部連結
- 車站資訊（荻野）：東日本旅客鐵道（日語）